# Ferdinand Goswin von Boeselager
Ferdinand Goswin Anton von Boeselager (* 13. August 1746 in Eggermühlen; † 21. September 1810 ebenda) war Domherr und Domkantor in Osnabrück.

## Leben

### Herkunft und Familie
Ferdinand Goswin Anton von Boeselager entstammte als Sohn des Kaspar Heinrich von Boeselager zu Eggermühlen und seiner Gemahlin Maria Agnes Francisca von Weichs zur Wenne dem Adelsgeschlecht von Boeselager, welches seinen Ursprung im Erzstift Magdeburg hatte. Ferdinands Onkel Friedrich Wilhelm (1713–1782) war Dompropst in Münster.

### Wirken
Nach einem Studium an der Universität Reims in den Jahren 1765 bis 1766 erhielt Ferdinand eine Dompräbende in Osnabrück, nachdem sein Bruder Kaspar Friedrich verzichtet hatte. Sein Onkel Friedrich Christoph von Boeselager verlieh ihm in seiner Eigenschaft als Turnar im Jahre 1775 eine münstersche Dompräbende. In Osnabrück wurde er 1791 zum Domküster und 1799 zum Domkantor ernannt. Ein Jahr später wurde er hier Oberjägermeister. Ferdinand Goswin spielte während der Regentschaft des Domkapitels für den Osnabrücker Fürstbischof eine nicht unbedeutende Rolle. In Münster wurde er 1799 zum domkapitularischen Deputierten bei der Landpfennigkammer ernannt. Ferdinand Goswin war Subdiakon und im Besitz des Oblegiums Stotbrock und der Obedienz Greving.